# 妙音通駅
妙音通駅（みょうおんどおりえき）は、愛知県名古屋市瑞穂区妙音通3丁目にある、名古屋市営地下鉄名城線の駅である。駅番号はM24。アクセントカラーは紫色。

## 歴史
- 1974年（昭和49年）3月30日：4号線の駅として開業。
- 2004年（平成16年）10月6日：4号線を名城線に改称。
- 2008年（平成20年）：駅舎バリアフリー工事完成。エレベーターが設置された。
- 2021年（令和3年）
  - 2月7日：2番線で可動式ホーム柵使用開始。
  - 2月14日：1番線で可動式ホーム柵使用開始。

## 駅構造

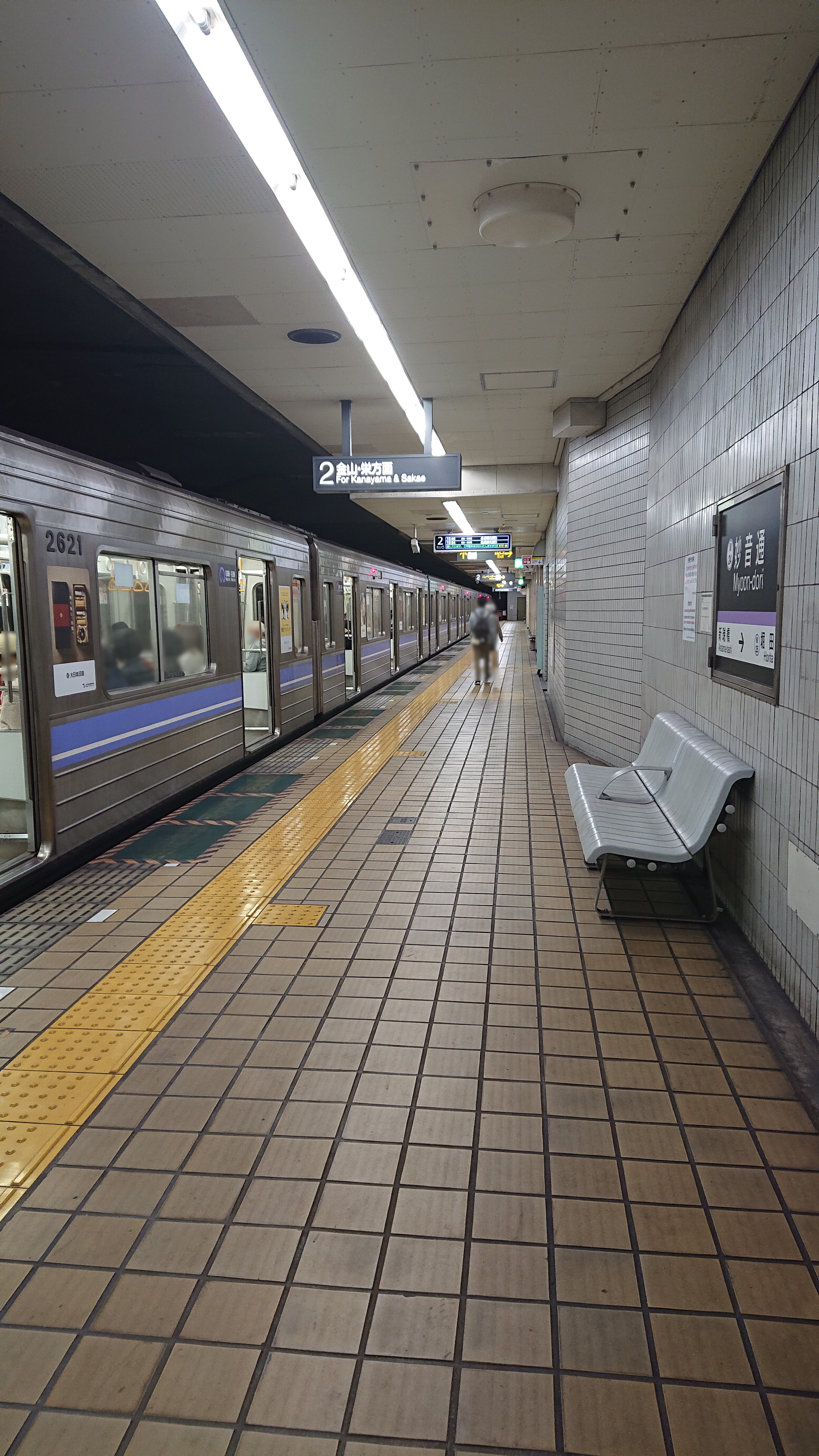
プラットホーム

相対式ホーム2面2線を有する地下駅。出入り口は2ヶ所で、地上とコンコースを結ぶエレベーターは1番出入口の近くにある。近年まで改装工事がほとんどなされていなかったため、駅構内は全体的に開業当時の様子を色濃く残しており、レトロな雰囲気のある駅であった。しかし、2008年（平成20年）にバリアフリー対応工事が行われたため、エレベーターが設置され、トイレもバリアフリー対応トイレに大改造された。そのため、現在では開業当時の面影がやや減ってしまっている。
当駅は、名城線南部駅務区金山管区駅が管轄している。

### のりば
| ホーム | 路線   | 方向   | 行先             |
| ------ | ------ | ------ | ---------------- |
| 1      | 名城線 | 左回り | 新瑞橋・八事方面 |
| 2      | 名城線 | 右回り | 金山・栄方面     |

当駅の新瑞橋寄りには、保線工事に使用される作業用車両の留置場がある。

## 利用状況
2019年度の1日あたりの平均乗車人員は2,080人で、名古屋市営地下鉄の駅で最も利用者が少ない。これは隣の新瑞橋駅・堀田駅や名鉄の堀田駅・呼続駅に比較的近いためでもある。利用者数は名鉄呼続駅よりは多い。

## 駅周辺

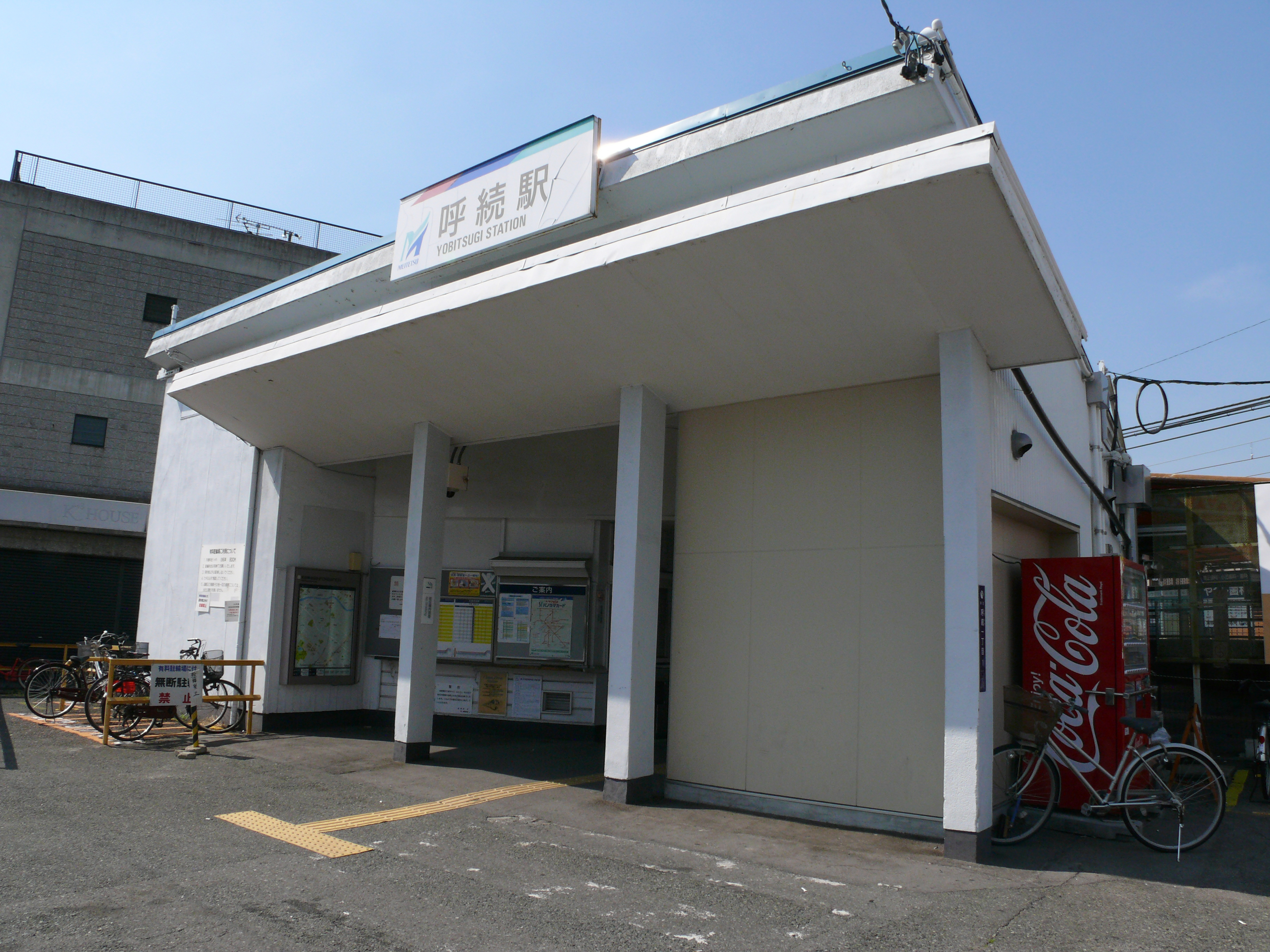
呼続駅

この駅は瑞穂区に位置するが、山崎川の対岸は南区である。また当駅のすぐ西で名鉄名古屋本線の直下を通るが、名古屋本線側に駅はなく、最寄は川を渡った対岸の呼続駅である。

### 周辺の施設
- 呼続駅 - 名鉄名古屋本線 - 徒歩で約6分。川を渡った対岸の南区に位置するが普通電車のみ停車であり、当駅よりほぼ一直線ではあるもののやや住宅地に入ったところにある為、乗り換えに使用する人は殆どいない。
- 名古屋市立井戸田小学校
- 名古屋惣作郵便局
- 妙音通（愛知県道221号岩崎名古屋線）

### バス路線
2015年（平成27年）4月1日以降、接続するバス路線はない（他に名古屋市営バスが接続しない駅としては、西高蔵駅と赤池駅がある。ただし赤池駅は名鉄バスが接続する）。最寄り停留所は西へ少し離れた「妙音通二丁目」。
2015年（平成27年）3月31日までの最寄停留所は、「妙音通4丁目」となっていた。以下の路線が乗り入れ、名古屋市交通局により運行されていた。かつては転回場も存在し、大曽根行きなどのバスが折り返していた。
また、現在の名港16系統は鳴子北駅から発着しているが、かつては妙見町発着で、妙音通4丁目もルートになっていた。
- 瑞穂巡回 - 新瑞橋行（右回り・左回り）

## 隣の駅
名古屋市営地下鉄
 名城線
新瑞橋駅 (M23) - 妙音通駅 (M24) - 堀田駅 (M25)